# Dartford Football Club
 (mai 2020).
Si vous disposez d'ouvrages ou d'articles de référence ou si vous connaissez des sites web de qualité traitant du thème abordé ici, merci de compléter l'article en donnant les références utiles à sa vérifiabilité et en les liant à la section « Notes et références ».
Maillots
Le Dartford Football Club est un club de football anglais basé à Dartford. Depuis la saison 2015-2016 le club évolue en National League South (sixième division anglaise).
Le club a été fondé en 1888 par les membres du Dartford Working Men's Club. Après avoir remporté la Isthmian Football League Division One North lors de la saison 2007-2008 et la Isthmian Football League Premier Division lors de la saison 2009-2010, Dartford a été promu en Conference Premier en 2012, où le club y est resté pendant trois saisons. Les meilleures performances du club en FA Cup ont eu lieu en 1936 et 1937, au troisième tour de la compétition ; le club a également atteint la finale du FA Trophy une fois, en 1974.
Les matchs à domicile sont disputés dans le stade écologique du club, le Princes Park, ouvert en novembre 2006.

## Histoire
- 1888 : Fondation du club
- 2012 : Le club monte en National League (D5)
- 2015 : le club redescend en National League South (D6)